# Riu Chandra
Chandra és un riu d'Himachal Pradesh, Índia, al districte de Kangra, principal riu que origina el Chenab. Neix a Lahul al sud-est del pas Bara Lacha i corre a l'est durant 88 km, i després gira i segueix fins que s'uneix al Bhaga a Tandi amb un recorregut total de 185 km. El riu unit forma el Chenab.